# Getting Away with Murder
Getting Away With Murder – czwarty album amerykańskiego zespołu Papa Roach. Został wydany 31 sierpnia 2004 roku.

## Lista utworów
1. „Blood (Empty Promises)” – 2:55
2. „Not Listening” – 3:09
3. „Stop Looking” – 3:07
4. „Take Me” – 3:26
5. „Getting Away with Murder” – 3:12
6. „Be Free” – 3:17
7. „Done with You” – 2:52
8. „Scars” – 3:28
9. „Sometimes” – 3:07
10. „Blanket of Fear” – 3:21
11. „Tyranny of Normality” – 2:40
12. „Do or Die” – 3:25

Płytę promują trzy single (w kolejności wydania): "Getting Away with Murder", "Scars" oraz "Take Me".
Specjalna edycja albumu zawiera trzy dodatkowe utwory: "Harder than a Coffin Nail", "Caught Dead" oraz "Take Me (Live)".

## Twórcy
Źródło
- Jacoby Shaddix – śpiew
- Jerry Horton – gitara, wokal wspierający
- Tobin Esperance – gitara basowa, wokal wspierający
- Dave Buckner – perkusja, instrumenty perkusyjne